# میکی گایتون
کندیس مایکل "میکی" گایتون (‎/ˈɡaɪtən/‎؛ متولد ۱۷ ژوئن ۱۹۸۳) یک هنرمند موسیقی کانتری آمریکایی است. گایتون که در تگزاس بزرگ شد، در سنین جوانی در معرض انواع مختلف موسیقی قرار گرفت و مواد او عناصری از موسیقی کانتری و R&B معاصر را در خود جای داده‌است.
گایتون در آرلینگتون، تگزاس، دومین فرزند بزرگتر از چهار فرزند فیلیس آن رودی و مایکل یوجین گایتون متولد شد. خانواده او در دوران کودکی او به دلیل شغل پدرش به عنوان مهندس در سراسر ایالت نقل مکان کردند. او ابتدا در یک مدرسه دولتی محلی ثبت نام کرد، اما با تبعیض نژادی از سوی دیگر خانواده‌های همسایه مواجه شد و متعاقباً به یک مدرسه خصوصی منتقل شد. با وجود این تغییر، گایتون به تجربه نژادپرستی ادامه داد و در مصاحبه ای با ان‌پی‌آر در سال ۲۰۲۰ اظهار داشت که والدین بهترین دوستانش اغلب با توهین‌های نژادی به او اشاره می‌کنند.
گایتون در سال ۲۰۱۰ با گرانت ساووی رابطه برقرار کرد. در نوامبر ۲۰۱۶، این زوج نامزدی خود را اعلام کردند. در ژوئن ۲۰۱۷، این زوج در کائوآی، هاوایی در کنار ۲۳ دوست و اعضای خانواده ازدواج کردند. در آگوست ۲۰۲۰، گایتون اعلام کرد که اولین فرزند این زوج را باردار است. در فوریه ۲۰۲۱، او پسری به دنیا آورد که این زوج نامش را گریسون گذاشتند.

## ترانه‌شناسی
- نام او را به خاطر بسپار (۲۰۲۱)

## فیلم‌شناسی
| عنوان                | سال     | نقش          | یادداشت                                                  | Ref.          |
| -------------------- | ------- | ------------ | -------------------------------------------------------- | ------------- |
| کاردی تلاش می‌کند     | ۲۰۲۱    | خودش         |                                                          | [ ۱۳ ]        |
| خانه سرگرمی میکی موس | ۲۰۲۱–۲۲ | واندا واربلر | نقش تکرار شونده                                          | [ ۱۴ ] [ ۱۵ ] |
| نمایش الن دی جنرس    | ۲۰۲۲    | میزبان مهمان | یک قسمت                                                  | [ ۱۶ ]        |
| برای عشق و کشور      | ۲۰۲۲    | خودش         | مستند                                                    | [ ۱۷ ]        |
| چهارراه‌های سی‌ام‌تی    | ۲۰۲۲    | خودش / مجری  | ۲ قسمت: لیان رایمز & Friends, Mickey Guyton و پومای سیاه | [ ۱۸ ]        |